# 索菲亞市州

索菲亞市州（羅馬化：Oblast Sofiya-grad），是保加利亞的一個州，位於該國西部，州府設於索菲亞，西南面是佩爾尼克州，面積1,348.9平方公里，2011年人口1,359,520，人口密度每平方公里1.007.87人。此州内只有一个市镇，即索菲亞市鎮。

## 外部連結
- 官方网站  （保加利亚文）